# Pôle eulérien
Pour les articles homonymes, voir Pôle et Euler (homonymie).

Dans le cas d'une sphère, chaque point de la surface B qui se déplace à la surface de la sphère décrit un arc de cercle qui ont en commun leur centre de rotation représenté par le pôle eulérien E situé sur la surface A.

Un pôle eulérien (ou pôle d'Euler) est un centre de rotation permettant de décrire des mouvements à la surface d'une sphère. Plus précisément, en cinématique c'est un point fixe sur une surface euclidienne non plane, autour duquel tourne tout corps se déplaçant sur cette surface selon un mouvement de rotation. Ainsi, un corps se déplaçant à la surface d'une sphère décrira un arc de cercle dont le centre de rotation est représenté par le pôle eulérien. Un pôle eulérien reste fixe tant que l'objet conserve le même vecteur lors de sa rotation ; ce pôle eulérien se déplacera chaque fois que le vecteur de la translation changera au cours du temps. 
Le pôle eulérien doit son nom au mathématicien et physicien suisse Leonhard Euler.

## Applications

Illustration du pôle eulérien dans le cadre d'une divergence de deux plaques tectoniques : les failles transformantes (en traits continus) forment des arcs de cercle qui partagent le même centre de rotation représenté par le pôle eulérien et permettent de gérer les différences de vitesses d'écartement des deux plaques induites par des distances différentes pour chaque point du rift (en double trait) par rapport au pôle eulérien.

La notion de pôle eulérien est utilisée dans le cadre de la tectonique des plaques. Ainsi, dans le cas d'une plaque tectonique se déplaçant à la surface de la Terre, chaque point de la plaque décrit un arc de cercle; ces arcs de cercles ont en commun le même centre de rotation représenté par le pôle eulérien de la plaque tectonique. De cette théorie découle plusieurs constats et explications. Ainsi, dans le cas d'une divergence de plaques, la vitesse d'écartement des deux plaques n'est pas la même le long de la zone de divergence : plus le pôle eulérien est proche, moins la vitesse d'écartement est grande. Ceci est l'une des causes de l'existence des failles transformantes qui séparent le rift en plusieurs tronçons et qui permettent de gérer les différences de vitesse d'écartement des deux plaques. De plus, les failles transformantes sont parallèles et décrivent des arcs de cercle ayant le même centre de rotation représenté par le pôle eulérien de la plaque. Enfin, dans le cas d'une plaque pivotant sur elle-même, le pôle eulérien se situera sur la plaque.
La description mathématique du mouvement relatif des plaques fait intervenir trois paramètres seulement: la latitude et la longitude du pôle eulérien, et la vitesse de rotation. Le premier modèle (à 6 plaques) a été élaboré en 1968, un modèle plus précis à 11 plaques a été mis au point en 1978, les modèles actuels sont dérivés du modèle NUVEL-1.